# Compañía de Jesús en Brasil

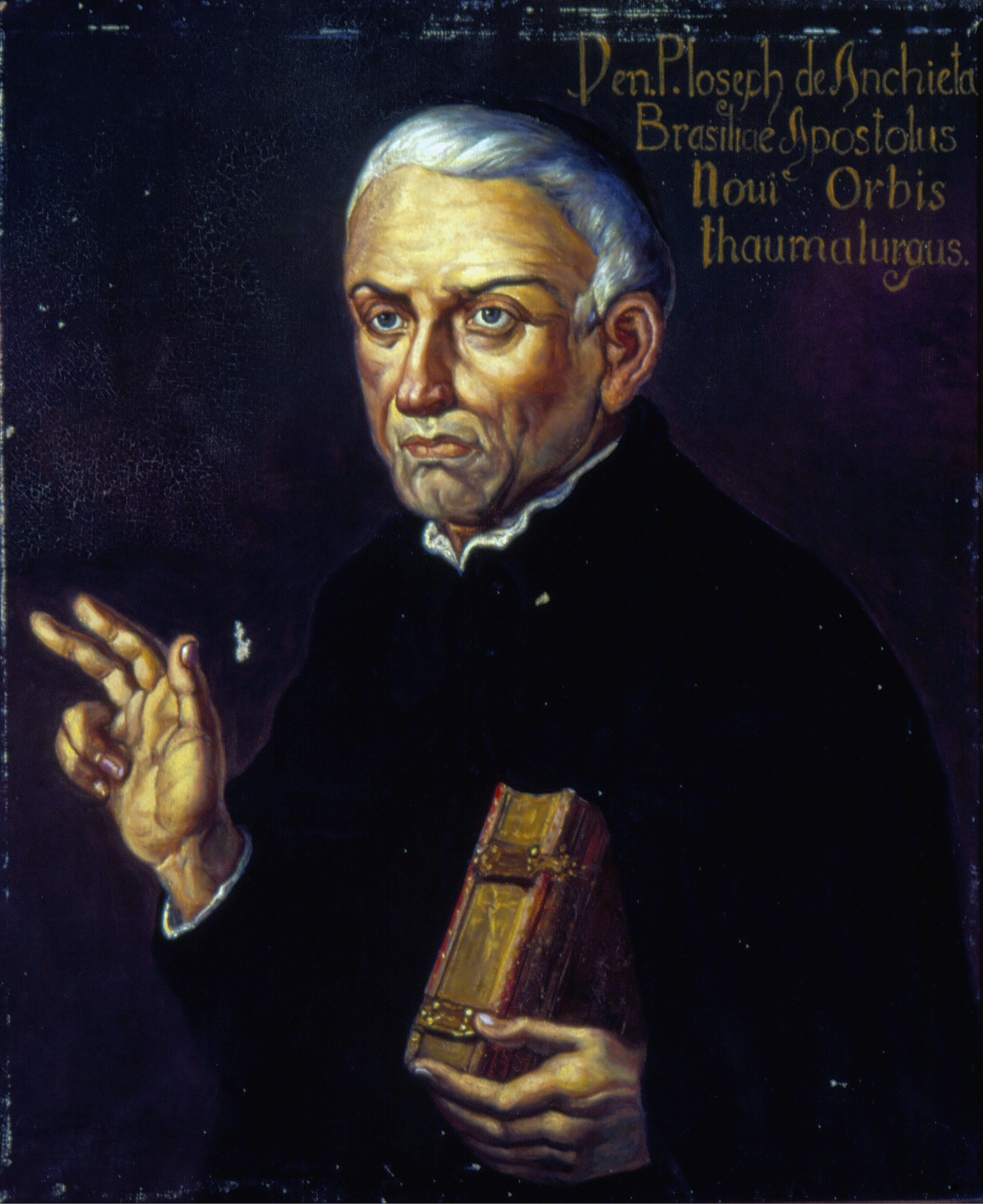
El misionero español san José de Anchieta fue, junto con Manuel da Nóbrega, el primer jesuita que Ignacio de Loyola envía a América.

La historia de la Compañía de Jesús en Brasil se inicia con la llegada de los jesuitas en 1549 a Bahía. En ese entonces fundaron un colegio e iniciaron la catequesis de los indios. Posteriormente, ya en la segunda mitad del siglo XVIII, serían expulsos de Portugal y de sus colonias por el marqués de Pombal. Actualmente, poseen varios colegios y universidades dispersos por el país, además, de parroquias y actuación en el apostolado social, así como en la formación del clero, religiosos y laicos católicos. Los primeros jesuitas que Ignacio envió a América fueron el español san José de Anchieta y el portugués Manuel da Nóbrega.

## Los jesuitas en Brasil
Los jesuitas llegaron a Brasil en 1549 y comenzaron su catequesis fundando un colegio en Salvador, fundando la Provincia Brasileña de la Compañía de Jesús. Venían en la armada de Tomé de Sousa, capitaneados por Manuel de la Nóbrega, y eran ellos Leonardo Nunes, João de Azpilcueta Navarro, Vicente Rodrigues, Antonio Pires y el hermano Diogo Jácome. La segunda vacante aconteció en 1550 en la armada de Simão de la Gamma. El primer Obispo llegó en 1552 y en 1553 llegó José de Anchieta en la armada de Duarte Góis. Cincuenta años más tarde ya tenían colegios por el litoral, de Santa Catarina a Ceará. Cuando fueron expulsados en 1759, había 670 por todo el país, distribuidos en aldeas, misiones, colegios y conventos.
Los nombres grandiosos son evidentemente los de Manuel de la Nóbrega, José de Anchieta y Antônio Vieira. No se pueden olvidar a Leonardo Nunes, Vicente Pires o el padre João de Azpilcueta Navarro. Varnhagen nos dice que este fuera inmediatamente mandado para Puerto Seguro, capitanía donde estaban los mejores intérpretes de la lengua tupi, tal vez aún - en avanzada edad? - algunos de los allí dejados por Cabral y después por la primera armada exploradora.  Vinieron aún los hermanos Diogo Jácome y Vicente Rodrigues. Habían partido de Portugal el 1 de febrero de 1549. En Bahía, participaron de la fundación de la ciudad de Salvador. Leonardo Nunes y Diogo Jácome fueron enviados inmediatamente a las aldeas de las capitanías de Ilhéus y de Puerto Seguro, en misión de catequesis. Poco después, el hermano Vicente Rodrigues fue sustituir el padre Leonardo, que siguió para el Sur, rumbo a la capitanía de Son Vicente.
José de Anchieta también estuvo en Puerto Seguro y, en carta reproducida por Accioli, dice: "Aquí tenemos casa en que viven de ordinario seis de nuestros, tres padres y tres hermanos; viven de limosnas, ayudados de los de Bahía, como la casa de los Ilhéus. Han a su cargo dos aldeas de indios, una cinco leguas de la villa para el sur, otra cuatro para el norte. No están los padres muy bien recibidos en esta tierra a causa de los Capitanes y otros hombres que no nos son muy benévolos, pero bien empleados, máxime en atender a los indios, porque con los portugueses no se quita muy fruto." Y, adelante, describe la tierra: "Los hombres y mujeres portugueses en esta tierra se visten limpiamente de todas las sedas, velos, damascos, razes y más finos paños, como en Portugal y en esto se tratan con fausto, máxime las mujeres que visten muchas sedas y joyas y creo que en esto llevan ventaja, por no ser tan nobles, a las de Portugal, y todos, así hombres como mujeres, como aquí viene, se hacen señores y reyes por tener muchos esclavos y haciendas de azúcar, por donde reina el odio y lascivia y la adicción de la murmuración generalmente…"
Republicadas, en las "Primeras Cartas de Brasil" aparecen las primeras cartas escritas en Brasil. Fueron impresas en Coímbra en dos coletâneas – de 1551 y de 1555 – y aún impresionan por la fuerza de sus informaciones y sinceridad del relato. Observadores atentos, los jesuitas describen sus aventuras entre indios y colonos, procesiones en la selva, conversiones, fugas, escenas de canibalismo, milagros, construcciones de iglesias y casas, expediciones cercadas de peligros. La objetividad y simplicidad de las cartas –que encantaron a los lectores de la época- hicieron de ellas todo un éxito editorial al ser traducidas a diversas lenguas.
Simão Rodrigues nos cuenta que en 1555 "se hallaban en toda la Provincia 26 sujetos de la Compañía, cuatro en Bahía, dos en Puerto Seguro, dos en el Espíritu Santo, cinco en Son Vicente y 13 en Piratininga." Leonardo del Valle, padre de Bragança que estuvo con Mem de Sá en la Guanabara, residió un tiempo en Puerto Seguro y otro en Piratininga. Era profesor en el Colegio de Bahía en 1567 y dejó un vocabulario de la lengua tupi. También por Puerto Seguro estuvo en 1568 el padre Inácio de Azevedo, beatificado en 1854 por Papa Pio IX cómo uno de los Cuarenta Mártires de Brasil».
Numerosas aldeas jesuíticas fueron creadas en la región sertaneja, respaldadas por los Colegios de Bahía y de Pernambuco. Las relaciones entre Colegios y Misiones eran tensas, pues los primeros pensaban privilegiar los "descimentos", mientras las misiones defendían los "aldeamentos". Eran sistemas distinguidos. La disputa entre Garcia d´Avila, señor de la Casa de la Torre, que en 1669 destruyó residencias y aldeas en el sertão y el padre Jacob Roland, misionero jesuita entre los tapuias, ilustra bien la tensión.
Las Cartas Ânuas del periodo (1690-1693), en los Catálogos (1679-1694) y otras se encuentran abundantes referencias a las aldeas de los tapuias (pagi tapuyarum). Una carta de 1702 para la Junta de las Misiones presenta muy bien la situación. Las misiones continuarían hasta la expulsión de los jesuitas en 1759.
Fueron los que, de los religiosos, desempeñaron el mayor papel en la colonización. Además del Colegio de Salvador, establecieron, inmediatamente, residencias en Puerto Seguro y Ilhéus. A partir de estos puntos, crearon varias aldeas en sus vecindades. Durante el siglo XVI, existieron en la capitanía de Puerto Seguro nueve misiones de las cuales se conocen los nombres de por lo menos seis: Casa del Salvador, en Puerto Seguro; Aldea del Espíritu Santo de Patatiba (1564), actual Valle Verde; Aldea de Caravelas (1581); Son João Batista (1586), actual arraial de Trancoso; Santo André y Son Mateus, situadas, respectivamente, frente a Vila de Santa Cruz Cabrália y al sur de Puerto Seguro. Debido a los ataques de los indios, estaban reducidas, en 1643, a cuatro.
En la Capitanía de Ilhéus, recibieron grandes glebas de tierras, fundaron allí residencias, colegios y aldeas. En 1563, Mem de Sá donó al Colegio de Bahía a llamada sesmaria de las 12 leguas de Camamu, que había recibido, en 1537, de Jorge Figueiredo Correa y se extendía del Río Jequié, en Nilo Peçanha, hasta dos leguas al norte del Río de Cuentas, en Itacaré. Allí los jesuitas fundaron la Aldea y Residencia de Boipeba y la Aldea de N. S. de la Asunción del Camamu. En el actual municipio de Ilhéus, fundaron el Colegio de Nuestra Señora de la Asunción, además de poseer el Engenho de Sant'Ana, donado en 1563, por la hija de Mem de Sá, al Colegio de Santo Antão de Lisboa.

## Trabajo elsigloXVII
Durante el siglo XVII, los esfuerzos de colonización portugueses se concentraron en la región entre Valença la Itacaré, donde se localizaba la sesmaria de los jesuitas. La región pasó a tener el papel de productora de géneros alimenticios y materiales de construcción para Salvador y para el Recôncavo canavieiro. La aldea de Boipeba, por ejemplo, tuvo gran crecimiento, debido a la fuga de colonos del continente, temerosos de los ataques de los Aimorés, siendo elevada la vila entre 1608 y 1610. Los jesuitas, a su vez, crean en la aldea de Nuestra Señora de la Asunción (en Camamu) un ingenio que se estaba en construcción en 1604 y sería destruido por los holandeses en 1640. Crearon, también, la Aldea de la Purificación, o Nuestra Señora de las Candeias de Maraú (1654), actual Barcelos del Sur; la Residencia de Son Francisco Xavier, en el Muero del Galeão (1623), y la Iglesia de Santo Inácio, ambas en Cairu, además de la Aldea de Santo André y Son Miguel de Serinhaém (1683), actual Ituberá.
Fuera de los tableros de Valença, los jesuitas fundaron la aldea de Nuestra Señora de la Escalera, en Olivença, capitanía de Ilhéus, organizada como residencia fija a partir de la penúltima década del siglo XVII.

### Embates en São Paulo y en Río de Janeiro
Hubo violentas disputas en São Paulo con los bandeirantes. En 10 de junio de 1612 hubo una reclamación del «pueblo de São Paulo» ante el consejo, contra los jesuitas; firmaron José Ortiz de Camargo, Amador Bueno, Antônio Raposo Tavares, Bartolomeu Bueno, Pedro Leme, Aleixo Leme, Henrique de la Cuña Gago, Antônio Bicudo, Antônio de Olivo, Sebastião Leme, Antônio Fernandes, Domingos Pires, Diogo Pires, Pedro Nunes de Puentes, Geraldo Correa Sardinha, Belchior de la Costa, Gonçalo Madera, Pascoal Leche Furtado, Duarte Hacha, Manuel Godinho, André Gonçalves, Ascenso Ribeiro, Manuel Francisco Pinto, Fernão Días, Pedro Días, Francisco Negro, Rafael de Olivo, João del Prado, y otros.
Era conflicto viejo y poco violento del que el anterior, pues la cámara y el pueblo negaron a los jesuitas cualquier intromisión en el gobierno de las aldeas de los indios, pues el rey sólo les habían concedido la administración espiritual de ellos. Los padres recularon con protestas de los oficiales de la Cámara, el juez ordinario Jusepe de Camargo al frente, y gran número de los principales, hombres buenos y del gobierno de la tierra.

### Motins en São Paulo
El episodio más grave, en 1640, quedó conocido como «la botada de los padres fuera» que duró muchos años. Solamente en 14 de mayo de 1653, hubo término firmado por los oficiales de la Cámara de São Paulo, hombres buenos y padres de la Compañía por el cual fueron los derechos «restituidos a sus colegios en la capitania». Fue importante el papel del bandeirante Fernão Días Padres, cuyo hermano fue el Padre João Leche de Silva, celebrado por sus virtudes, instrucción, letras y celo apostólico. Eran frecuentes, de hecho, en la colonia, dissídios entre las autoridades del Reino y las eclesiásticas.
Habrá otro, violento conflicto en 1683. Los padres eran prestigiados por Pedro Taques de Almeida, capitán mayor de la capitanía, lo primo riquíssimo Padre Dr. Guilherme Pompeu de Almeida, el gran bandeirante Lourenço Castanho Taques y dos opulentas matronas, D. Leonor de Siqueira (viuda del sertanista Luís Pedroso de Barros)  y su hija, esposa de Pedro Taques, D. Angela de Siqueira. Con gran fortuna, Leonor ayudó a erigir en piedra y cal la torre del Colegio, mientras que la hija se encargó de la fachada. La reconstrucción acabó en 1694.  Era rector el padre Manuel Correa. Habrá un testimonio en 1701 de que la iglesia merecía la pena por la obra de talla dorada.
Aún no estaba pacificada la situación cuando los indios en 1685: en 8 de marzo, habiéndose esparcido rumores de que el pueblo intentaba otra vez expulsar los padres de la Compañía, se reunieron los hombres buenos de la vila de São Paulo en la casa del consejo y eligieron el Obispo D. José de Barros Alarcão (tres años en São Paulo) y el capitán-mor Pedro Taques de Almeida para tratar con el provincial de la Compañía, Alexandre de Gusmão, el medio de se concertarem. El Obispo y Taques se dirigieron al colegio y acertaron con Gusmão que el «procurador de la compañía de Jesus, que estaba para ir Roma, se encargaría de solicitar y alcanzar permiso para poderse ir al sertão traer indios al gremio de la iglesia y educarlos en la fe, pudiendo de este modo los habitantes los posees y haberlos en su poder.»
El pueblo aplaudió el acuerdo y fue ratificado por la Carte Régia de 9 de noviembre de 1690, con la restricción de que no era permitido entradas con banderas en el sertão sino en auxilio de los padres que fueran predicar la fe, y que sólo era permitido traer indios que voluntariamente quisieran venir.»
Hubo una nueva tentativa de los paulistas de expulsar los jesuitas pero en 24 de julio de 1687, hecha acomodação, fue labrado un término en la cámara por intermediación del Padre Francisco de Morales.

#### Expulsión de Brasil
El siglo XVIII asistió a la expulsión de los jesuitas de Brasil, secuestrándose sus bienes.
- 1 - En Sergipe: las sesmarias concedidas al tiempo de la fundación de la Capitanía y edificios en la Tejupeba; en Jaboatão; en el local denominado Retiro, prójimo la actual ciudad de Naranjos; tierras cerca de la hoy ciudad de Maroim; terrenos en Japaratuba; y residencias.

En Jaboatão los jesuitas construyeron el mosteiro, un crucero de piedra y la iglesia dedicada nuestra Señora de las Agonías. Según José Bezerra de Santos, el autor del romance El Tesoro de Jaboatão, “los cristianos que se aproximaban de aquel abrigo se ofertaron, voluntariamente, para ejecutar la excavación de un enorme subterráneo, bajo el monte, lo que hicieron un labirinto y anchos pasillos, donde fueron enterrados los bienes más preciosos de la iglesia, para quedar a salvo de las incursiones de los flamengos, protestantes, enemigos de la Iglesia, que avanzaban sertão adentro”. Para este autor, el «Tesoro de Jaboatão» no fue dejado, el siglo XVIII, cuando de la expulsión de los jesuitas, pero estaba guardado desde el siglo anterior, por temor de los holandeses en Sergipe, en los márgenes del río Son Francisco. Habría así una acumulación de riquezas, protegidas de todas las embestidas que pudieran amenazarlo. La tesis estaría fundamentada en la acción de Vaticano, en 1630, ordenando recoger la rica imagen de Nuestra Señora de las Agonías, salvándola de un asalto flamengo.
Los registros indicaron, siempre, que en 1694 los jesuitas ya estaban con su hacienda y “Residencia de Jaboatão en el río de Son Francisco». Se sabía, también, que el padre João Nogueira, Procurador de las Haciendas de Sergipe, y el hermano carpintero Francisco Simões, que hicieron las obras de la Hacienda Tejupeba, vivían en Jaboatão. En 1757, cuando los vigários de las diversas Clientelas sergipanas hicieron el levantamiento, el párroco de Vila Nueva (hoy Neópolis) así trató de Jaboatão, como una Hacienda Plantilla “con su iglesia de Nuestra Señora del Destierro, bien ornada y aprazível, además del mismo Hospício y vivida de los religiosos ser muy claro y vistoso y saludable con las casas de sus esclavos arruadas, y todo con mucha dirección.” En 1760, el Pliego de la Junta poniendo en arrematação los bienes, estaban declarados: “Seis vividas y casas, suelos y foros en la ciudad de Son Cristóvão de Sergipe del Rey, la Hacienda de Jaboatão y de Tejupeba y suyas anexionas, con casas de habitantes, corrales, gados y esclavitudes, en el distrito de la Comarca de Sergipe del Rey.”

## En Brasil español

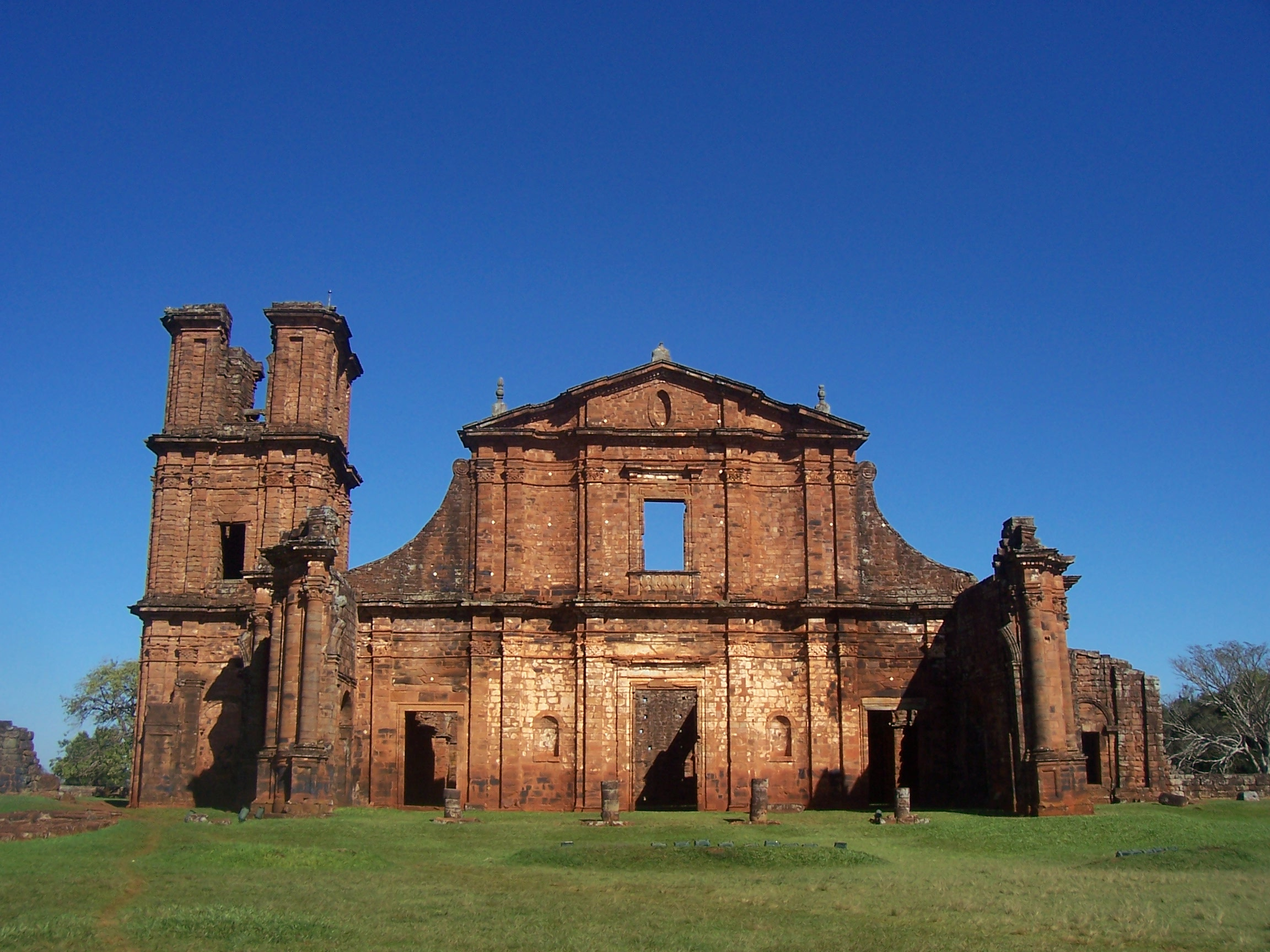
Las ruinas de Son Miguel, en el Río Grande del Sur.

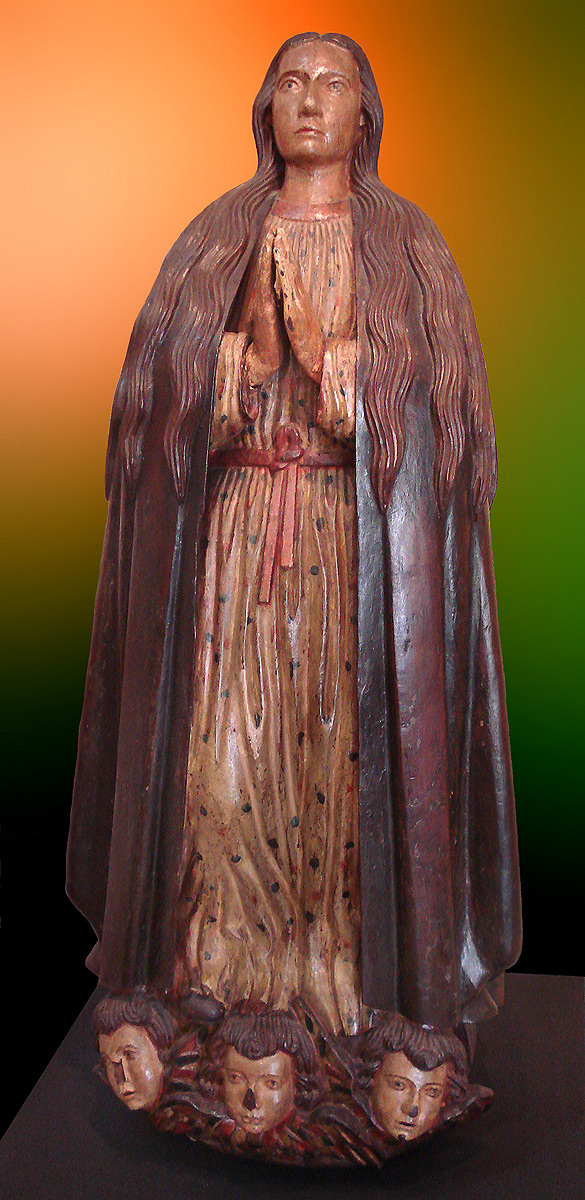
Nuestra Señora de la Conceição, Museo Júlio de Castilhos, ejemplo de la estatuaria misionera.

Por otro lado, la Compañía de Jesús tuvo una actuación notable también en el sur de Brasil, en el área antiguamente bajo el dominio español (1580-1640) que comprendía todo el oeste de los actuales estados meridionales. Allí se formó una civilización en la parte brasileña, pero también basada en el sistema de aldeas de indígenas adoptado por los jesuitas portugueses en otras partes de Brasil, las Reducciones o Misiones, de entre las cuales se destacaron los llamados Siete Pueblos de las Misiones. Sus reliquias arquitectónicas y artísticas comprueban el elevado nivel cultural allí adquirido, siendo parte de esta riqueza declarada Patrimonio de la Humanidad por la UNESCO, como la Casa de campo Arqueológica de San Miguel Arcángel. Significativa estatuaria aún permanece en diversos museos locales como el Museo de las Misiones y el Museo Júlio de Castilhos, y esparcida en templos y colegios y colecciones privadas, y hoy en conjunto es patrimonio nacional declarado por el IPHAE.
Los Siete Pueblos y reducciones más pequeñas del sur sufrieron pillajes, masacres y fueron obligadas la abandonos y reconstrucciones en medio de las disputas territoriales entre las coronas lusitana y española, culminando en la Guerra Guaranítica, y acabaron por ser extintas con la supresión de la Orden.

## sigloXIX
A pesar de desprovistos de permiso formal, alrededor de 1840, un grupo de jesuitas venidos de la región del Río de la Plata consiguió establecerse en la provincia de Santa Catarina para promover la educación secundaria. En 1872 fueron expulsos de Alemania por Otto von Bismarck, y varios de sus liderazgos emigraron al sur de Brasil, estableciendo núcleos de estudios como el de San Leopoldo, que daría origen a la Unisinos.

## Actualmente
La Compañía de Jesús continúa activa en el trabajo misionero y en la educación, hoy día. En Brasil, los jesuitas son responsables por diversas universidades altamente reconocidas en el escenario nacional e internacional, sus principales son la Pontificia Universidad Católica de Río de Janeiro (PUC-RJ), la Universidad Católica de Pernambuco (UNICAP), la Universidad del Valle del Río de las Campanas (UNISINOS-RS) y el Centro Universitario de la Fundación Educacional Inaciana (FEI), además de las instituciones de enseñanza superior también es responsable por diversos colegios importantes, como el Colegio Son Luís en São Paulo, el Colegio Santo Inácio en Río de Janeiro, el Colegio Catarinense en Florianópolis y el Colegio Loyola en Bello Horizonte. En Pernambuco, hasta 2006 funcionaba el Colegio Nóbrega Jesuitas, en el Recife. El Colegio funcionaba en el campus de la UNICAP, funcionando en el Palacio de la Soledade, sede del Gobierno de la Confederación de Ecuador. Actualmente el Colegio Nóbrega Jesuitas forma el Complejo Educacional Nóbrega, que es la nueva sede del Liceu de Artes y Ofícios de Pernambuco, también mantenido por la Orden de los Jesuitas, bajo la orientación de la UNICAP, el Liceu que se trata de una institución de más de 130 años reconocida en el mundo entero, recibió el nombre de Liceu Nóbrega.
Las obras de los jesuitas son incontables. Se ocupan de la formación del clero. Mantienen casas de ejercicios espirituales ignacianos en Brasil. Dos movimientos religiosos fueron promovidos por los jesuitas: el Apostolado de la Oración y la Congregação Mariana. Varios jesuitas se dedican al apostolado intelectual, quiere en las universidades propias de la Compañía de Jesús, quiere en otras universidades o centros de formación. Algunas parroquias fueron confiadas por los obispos diocesanos a los jesuitas, que también se dedican a este tipo de apostolado. El apostolado social consiste sobre todo en la formación de personas y liderazgos y asesoramiento al movimiento social. Como parte de este apostolado social, mantienen centros que realizan análisis sociales y económicas para orientar las comunidades y movimientos sociales en la defensa de los derechos humanos y promoción integral de las personas. Colaboran también con la CNBB y la CRB.
El apostolado de los jesuitas es desarrollado en asociación con muchos laicos y la Compañía de Jesús participa activamente de la formación de los laicos. Entre las organizaciones de laicos en estrecha colaboración con los jesuitas se destacan la Comunidad de Vida Cristiana (CVX), la Red Apostólica Inaciana (RAI), la Comunidad de Vida Mariana, los Centros Loyola de Fe y Cultura y los Jóvenes Inacianos (JOIN).
Algunos teólogos jesuitas latino-americanos participan del desarrollo de la teología de la liberación [carece de fuentes?], corriente teológica controversa, que ha sufrido correcciones/sanciones de Vaticano en algunos aspectos.

### Colegios jesuitas en Brasil
Actualmente, los jesuitas son más conocidos en Brasil por su trabajo en el área de la educación. Los colegios jesuitas son tradicionales y reconocidos centros de enseñanza. Esta es la lista de los colegios y facultades jesuitas en Brasil:
- Colegio Anchieta, en Porto Alegre, RS
- Universidad del Valle del Río de las Campanas (UNISINOS), en Son Leopoldo, RS
- Colegio Catarinense, en Florianópolis, SC
- Colegio Agrícola Son José, en Itapiranga, SC
- Colegio Nuestra Señora Medianeira, Curitiba, PR
- Colegio y Facultad Son Luís, en São Paulo, SP
- Colegio Son Francisco Xavier, en São Paulo, SP
- Fundación Educacional Inaciana Pe. Sabóia de Medeiros (FEI), en São Paulo y Son Bernardo del Campo, SP
- Escuela Técnica de Electrónica Francisco Moreira de la Costa, en Santa Rita del Sapucaí, MG
- Colegio Loyola, en Bello Horizonte, MG
- Colegio de los Jesuitas, en Juez de Fuera, MG
- Colegio Santo Inácio, en Río de Janeiro, RJ
- Colegio Anchieta, Nova Friburgo, RJ
- Colegio Santo Agostinho,buen Jardín,RJ
- Pontificia Universidad Católica de Río de Janeiro (PUC-Río), en Río de Janeiro, RJ
- Colegio Antônio Vieira, en Salvador, BA
- Colegio Santo Inácio, en Fortaleza,CE
- Colegio Son Francisco de Sales, en Teresina, PI
- Escuela Agrícola Santo Afonso Rodríguez, en Teresina, PI
- Escuela João Paulo II, en Feria de Santana, BA ;
- Liceu de Artes y Ofícios de Pernambuco, en el Recife, PE
- Universidad Católica de Pernambuco (UNICAP), en el Recife, PE

## Otras áreas de actuación
- Centro Cultural de Brasilia , en Brasilia, DF
- Vila Kostka , en Indaiatuba (Itaici), SP
- Centro Loyola de Fe y Cultura / PUC-Río

## Obispos jesuitas de Brasil
- Don Alessio Saccardo
- Don Aloysio José Leal Penna
- Don Ângelo María Rivato
- Don João Evangelista Martins Tierra
- Don José Carlos de Lima Vaz
- Don Luciano Pedro Mendes de Almeida